# ضيار (الريدة)
'
ضيار هي إحدى قرى عزلة الريدة وقصيعر بمديرية الريدة وقصيعر التابعة لمحافظة حضرموت، بلغ تعداد سكانها 56 نسمة حسب تعداد اليمن لعام 2004.